# 未成年 (岩崎宏美の曲)
「未成年」（みせいねん）は、1988年12月16日にリリースされた岩崎宏美の45枚目のシングル。

## 解説
- アナログ盤とシングルCDがリリースされた。
- NHK『歌謡パレード '88』オリジナル・ソング。
- この年12月に結婚した岩崎は、同年の『第39回NHK紅白歌合戦』でも益田宏美名義としつつ、この曲を披露した[1]。

## 収録曲
- 両楽曲共に、作詞：山川啓介／作曲：三木たかし／編曲：萩田光雄

1. 未成年
2. 透きとおった時間